# مستقلب فعال
المستقلب الفعال (أو المستقلب الفعال دوائياً) هو مستقلب ذو نشاط حيوي فيما بخص المواد الغريبة حيوياً عن الجسم مثل العقاقير الدوائية أو المواد الكيميائية الموجودة في البيئة. عندما تدخل هذه المواد إلى جسم الإنسان فإنها تخضع إلى عملية أيض (استقلاب) وقد يكون للمستقلبات الناتجة خواص وآثار علاجية، ومن جهة أخرى قد تكون مضرّة.
فقد يكون لبعض العقاقير الدوائية مثل الكودين أو ترامادول مستقلبات (وهما في المثالين الآنفين المورفين وديسميترامادول، على الترتيب) ذات أثر أقوى من العقار الدوائي الأصلي. بالمقابل، فإن المستقلبات الفعّالة قد تكون مسببة لآثار سامة ويجب مراقبتها بعناية، ومن الأمثلة المعروفة على ذلك كل من بيثيدين (ومستقلبه السام نوربيثيدين) وديكستروبربوكسيفين (ومستقلبه الضار نوربربوكسيفين).